# Marie Baudet
Pour les articles homonymes, voir Baudet.
Marie Ludivine Antoinette Dupuit connue sous le nom de Marie Baudet, née le 1er octobre 1864 à Tagnon et morte pour la France à Reims le 6 avril 1917, est une peintre française.

## Biographie
Élève d'Édouard Cuyer, peintre impressionniste, elle expose de 1907 à 1913 au Salon des indépendants et au Salon d'automne des toiles influencées par Paul Gauguin et se fait connaître en 1910 avec ses quarante dessins nommés Avec les gueux. Elle est faite officier d'Académie en 1911.
Infirmière de la Société des Hôpitaux Français d’Islande à Fáskrúðsfjörður à partir de 1903, elle sert à Compiègne au début de la Première Guerre mondiale où elle soigne les malades de la fièvre typhoïde puis passe à l'Hôpital Saint-Paul de Reims en 1916. Elle est tuée lors du bombardement de la Place de la République à Reims le 6 avril 1917 alors qu'elle y aidait dès soldats blessés à entrer dans une ambulance.